# The Danger Girl (film, 1916)

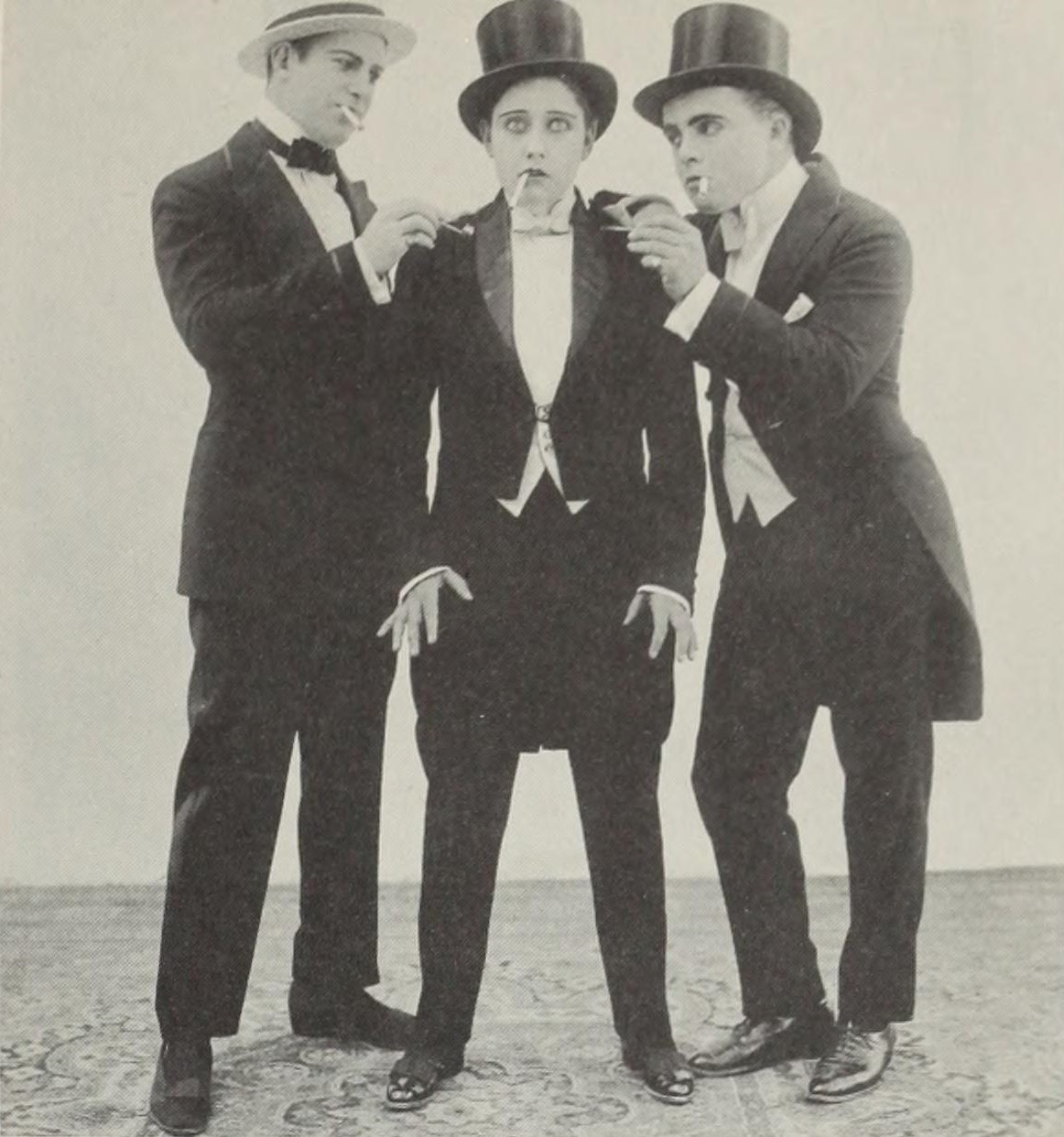
Image extraite du film.

Pour les articles homonymes, voir The Danger Girl.
The Danger Girl est un film américain réalisé par Clarence G. Badger, sorti en 1916.

## Synopsis
La sœur de Reggie se déguise en homme pour prouver à son frère et à sa chérie qu'une vamp ne fait que les ensorceler.

## Fiche technique
- Réalisation : Clarence G. Badger
- Producteur : Mack Sennett (Keystone Studios)
- Distributeur : Triangle Film Corporation
- Durée : 2 bobines[2]
- Date de sortie : 25 août 1916

## Distribution
- Gloria Swanson : la sœur de Reggie
- Bobby Vernon : Bobby, un jeune gentleman
- Helen Bray : Helen, the worldly woman
- Myrtle Lind : ancienne chérie de Bobby
- Reggie Morris : Reggie / Honey Boy
- A. Edward Sutherland : Last Season's Suitor